# Tamiya
Tamiya — японский производитель моделей. Продукция, выпускаемая компанией, состоит из наборов моделей для сборки, радиоуправляемых автомоделей, коллекционных автомоделей, моделей самолётов, кораблей, танков, моделей различных устройств для образовательных целей (на солнечных и обычных батареях) и различных аксессуаров для моделирования.

## Начало деятельности
Компания была основана в 1946 году под названием Tamiya Shoji & Co. (Tamiya Company) Ёсио Тамией в Сидзуоке. Это был лесопильный завод и компания по поставке пиломатериалов. В связи с высокой доступностью древесины, в 1947 г. было основано подразделение компании, занимающееся производством деревянных моделей кораблей и самолётов, которые позже стали основой компании. В 1953 году Tamiya решила прекратить заниматься пиломатериалами и полностью сосредоточилась на изготовлении моделей.
В середине 1950-х годов в Японии начали появляться пластиковые модели иностранного производства, объем продаж деревянных моделей снизился, поэтому Tamiya в 1959 году решила производить пластиковые модели. Их первая модель была линкор «Ямато».